# Refuge d'oiseaux migrateurs de l'île aux Canes
Le refuge d’oiseaux migrateurs de l'île aux Canes (en anglais : Île aux Canes Migratory Bird Sanctuary) est un refuge d'oiseaux migrateurs situé au nord-est de Terre-Neuve, au sud de l'île Bell. Cette aire protégée couvre une superficie de 162 ha. Il s'agit de la plus importante aire de nidification de l'eider à duvet et Terre-Neuve-et-Labrador et l'une des rares dont la population sont en augmentation. Elle est administrée par le Service canadien de la faune.

## Géographie
Le refuge d’oiseaux migrateurs de l'île aux Canes comprend l'île ainsi nommée (aussi connue sous le nom d'île Green localement) et les rochers environnants. Le relief de l'île est incliné pour atteindre son point le plus élevé au sud-ouest. Les eaux environnantes ont moins cinq mètres de profondeur et comprennent de nombreux hauts-fonds, écueils et îlots. La superficie des terres est de 14 ha et la partie marine comprend 148 ha pour un total de 162 ha.

## Milieux naturels

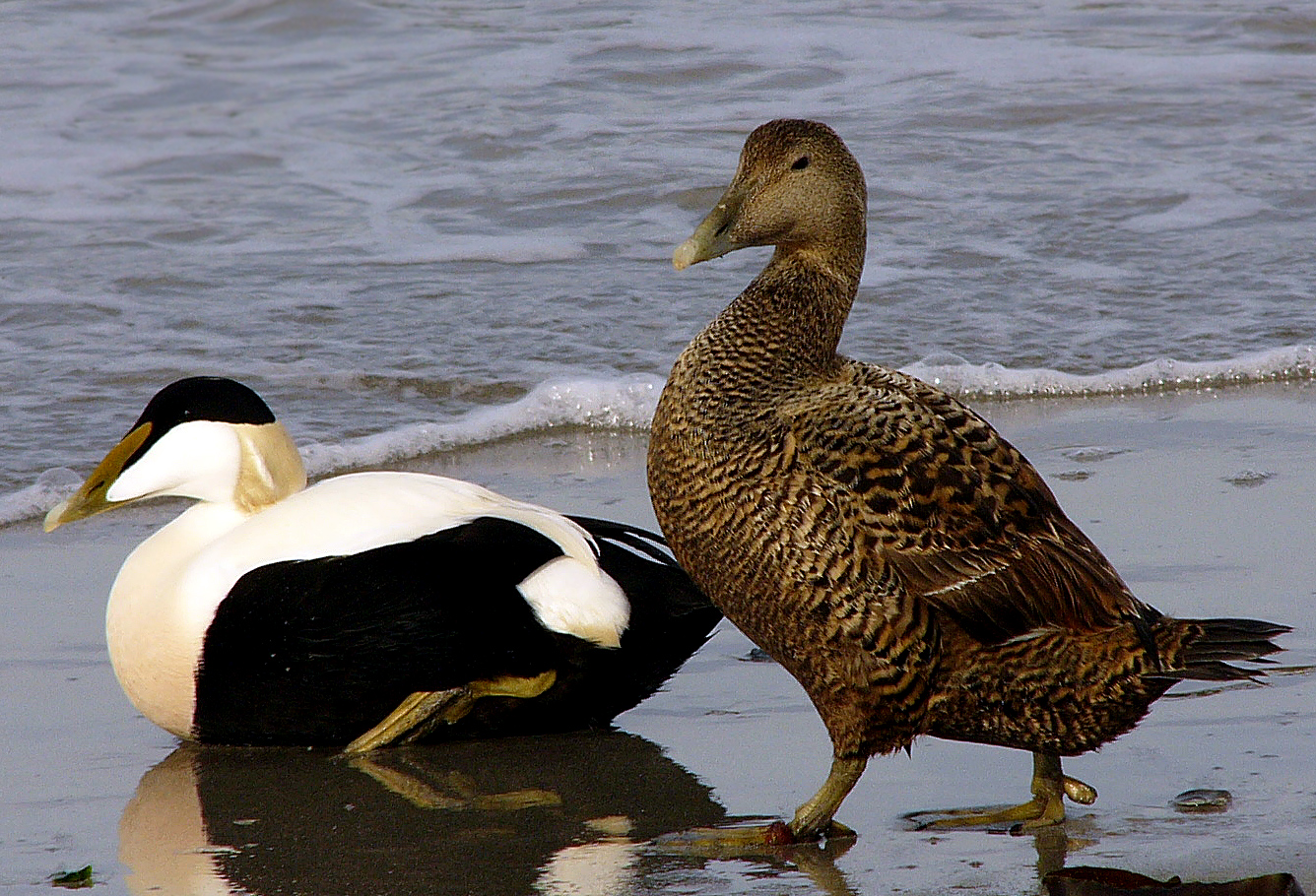
Eiders à duvet mâle et femelle

Le refuge d’oiseaux migrateurs de l'île aux Canes comprend une flore composé de spartine et de berce laineuse. Quant à la section la plus élevée, elle est composée en majorité d'Éricacées, en particulier de camarine noire.
L'île aux Canes est le site de reproduction de l'eider à duvet de Terre-Neuve-et-Labrador. La colonie est passée de 12 nids en 1975 à 1 291 en 2001. Cette île, avec celle de l'île Sherpard voisine pourrait contenir une capacité maximale de 5 000 nids. Le relief de l'île permet un accès facile à la mer aux petits et la faible profondeur de la mer environnante offre des milieux riches en invertébrés marins en plus de diminuer la hauteur de vagues.